# Suetendaelmolen

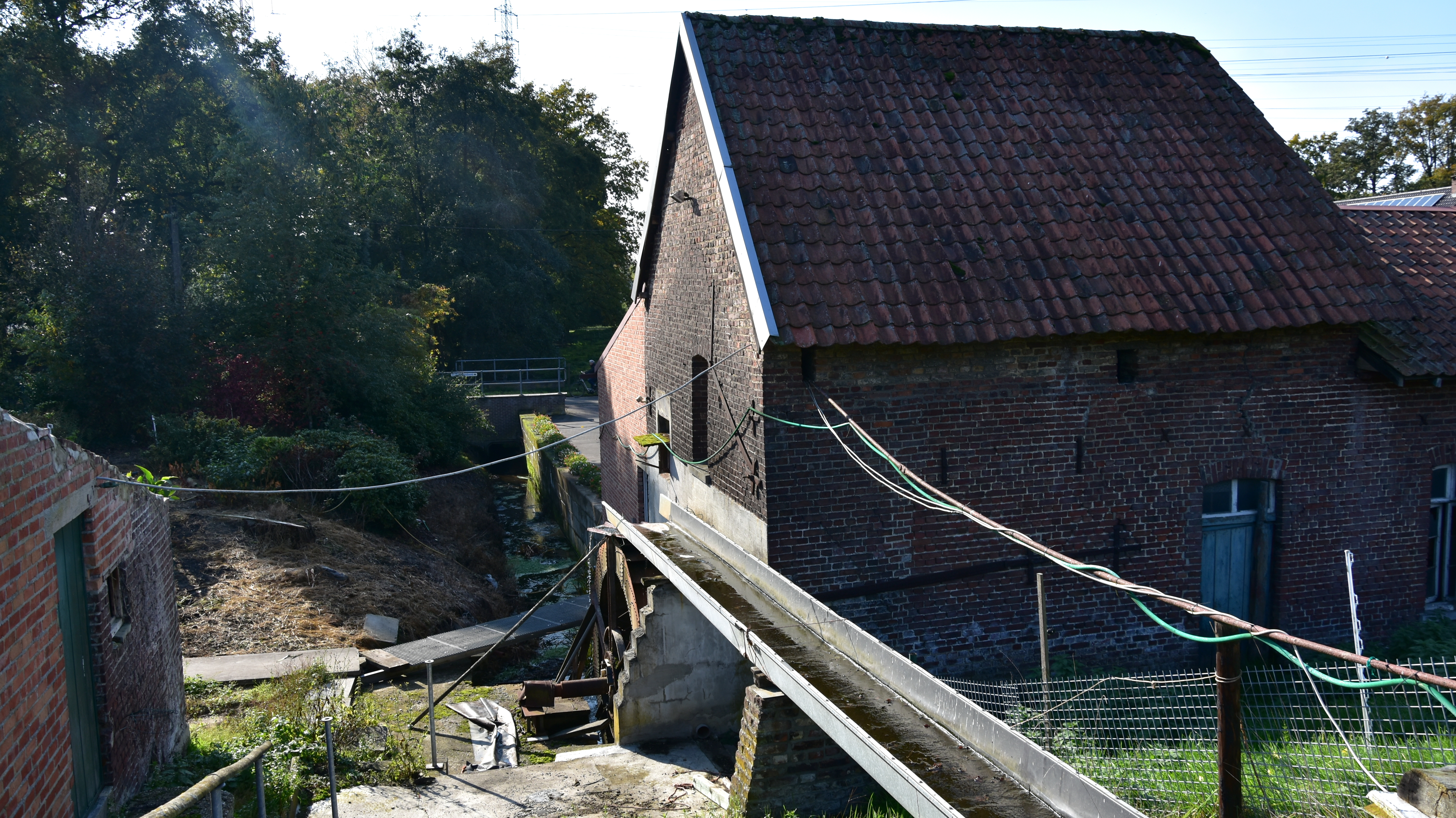
De Suetendaelmolen anno 2020

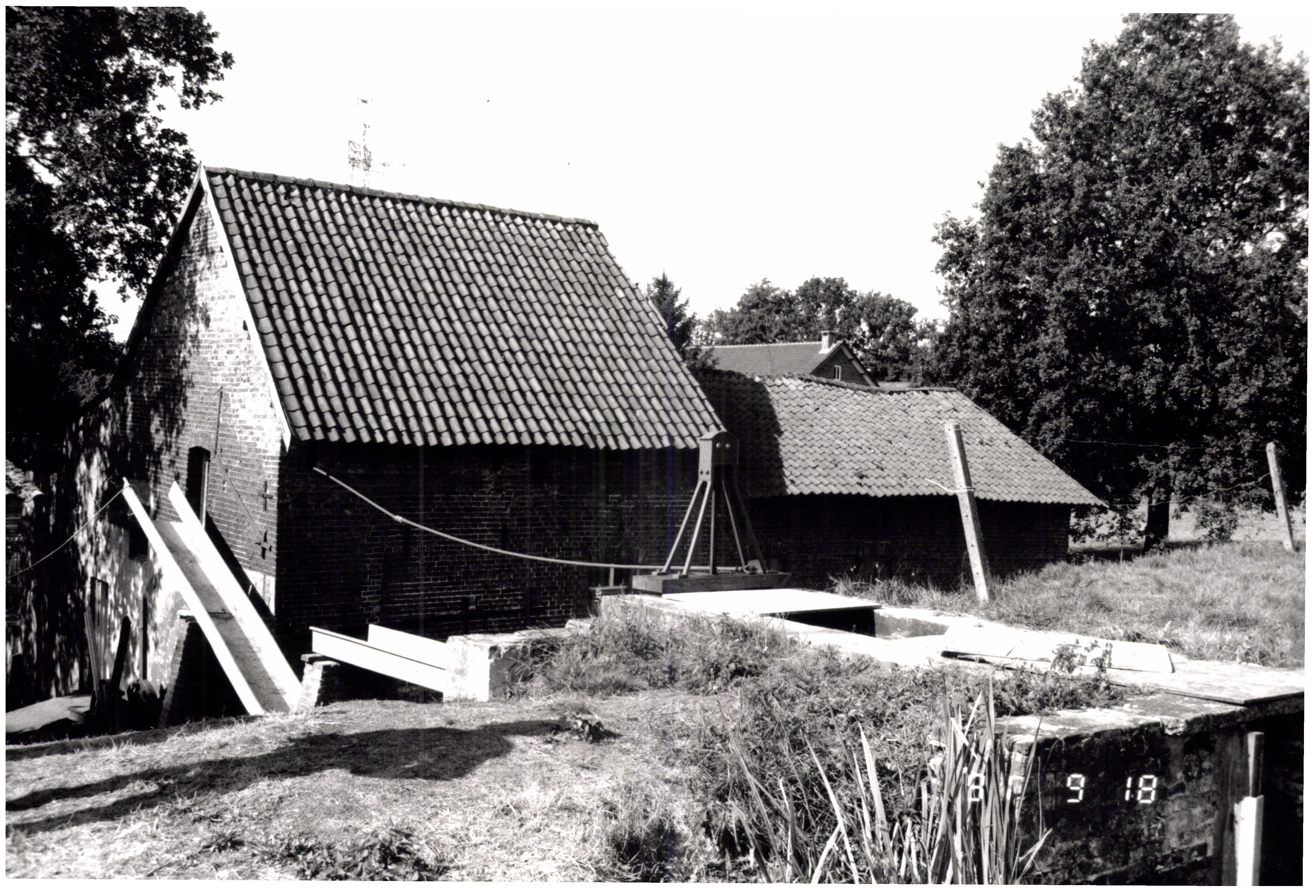
Suetendaelmolen anno 1991

De Suetendaelmolen (ook: Daalmolen of Broekmolen) is een watermolen op de Zutendaalbeek, gelegen aan Watermolenweg 5 te Zutendaal in Belgisch Limburg. Het waterrad is circa 3,60 meter hoog en wordt aangedreven door water van een wijer die gevoed wordt door de Zutendaalbeek.
De naam Broekmolen kreeg ze naar het nabijgelegen gehucht Broek.
Deze bovenslagmolen deed dienst als korenmolen. Begin 16e eeuw werd al schriftelijk melding gemaakt van een watermolen op deze plaats. In 1616 werd de molen heropgericht, maar niet lang daarna werd ze weer platgebrand door plunderende soldaten. In de tweede helft van de 17e eeuw werd ze opnieuw opgebouwd en ze werd eigendom van de Commanderij van Alden Biesen. Deze verpachtte de molen. In 1762 vond een ingrijpende verbouwing plaats. De huidige korenwatermolen werd rond 1860–1870 gebouwd.
In 1995 werd de molen beschermd als monument; ook de molenaarswoning, die deels nog hersteld kan worden in een oudere staat, valt onder de bescherming. Er kwam een nieuw metalen bovenslagrad met aanvoergoot. Het binnenwerk, met twee steenkoppels, is nog wel aanwezig, maar de molen is niet maalvaardig: door beschadiging van het lager kan het waterrad niet meer draaien. De molen wordt bewoond door particulieren.

## Galerij

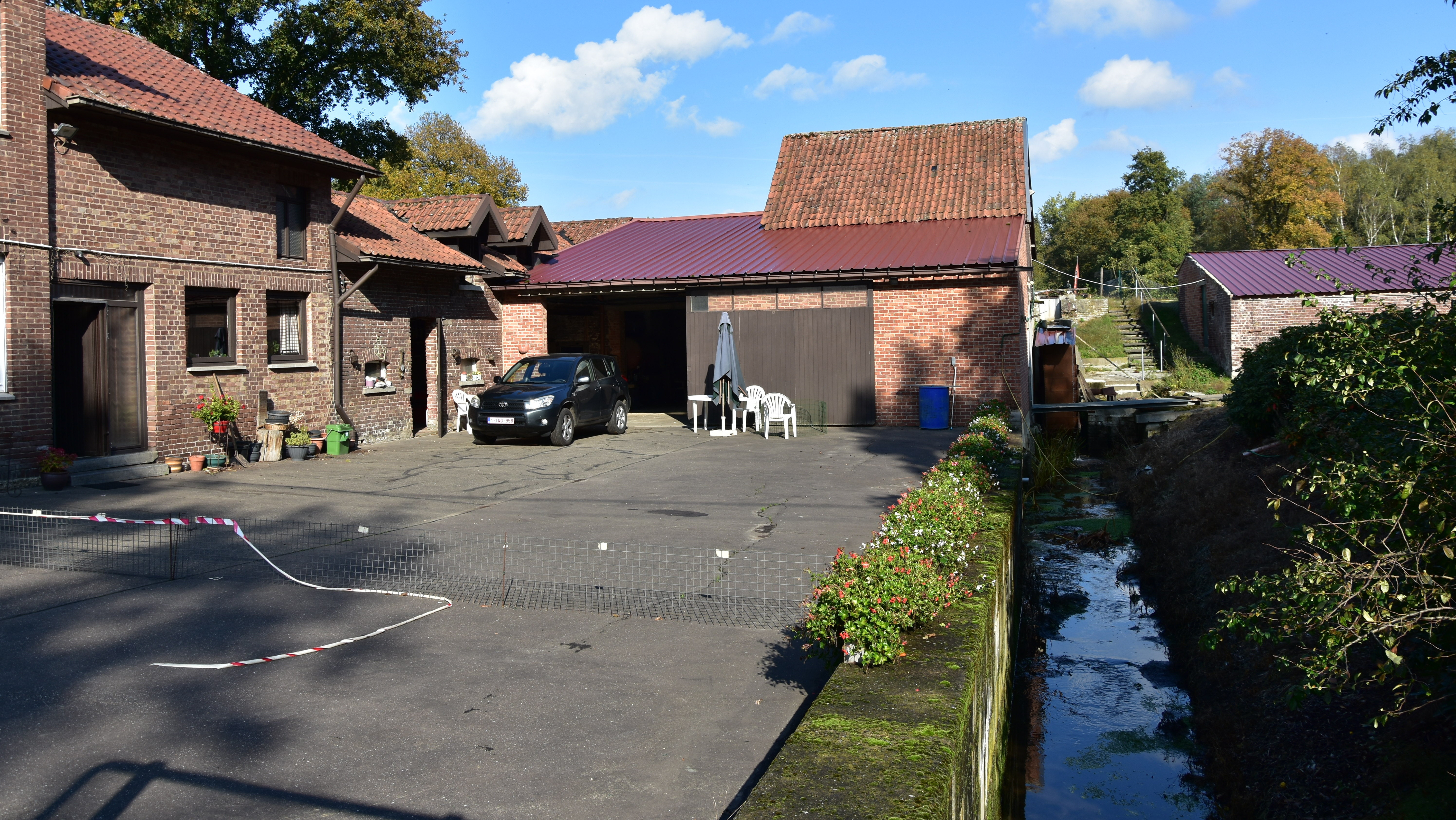
De molen en de Zutendaalbeek
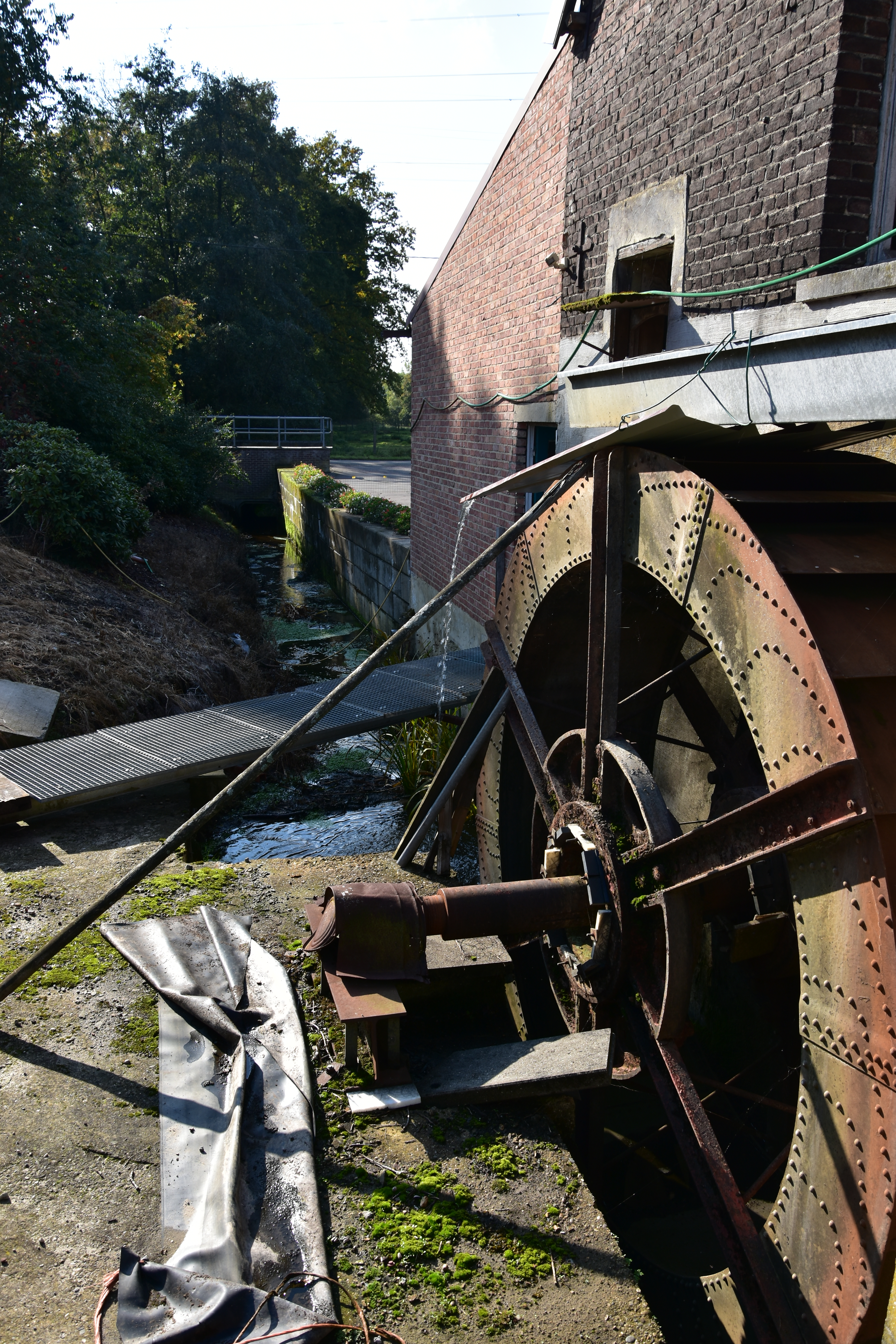
Het waterrad
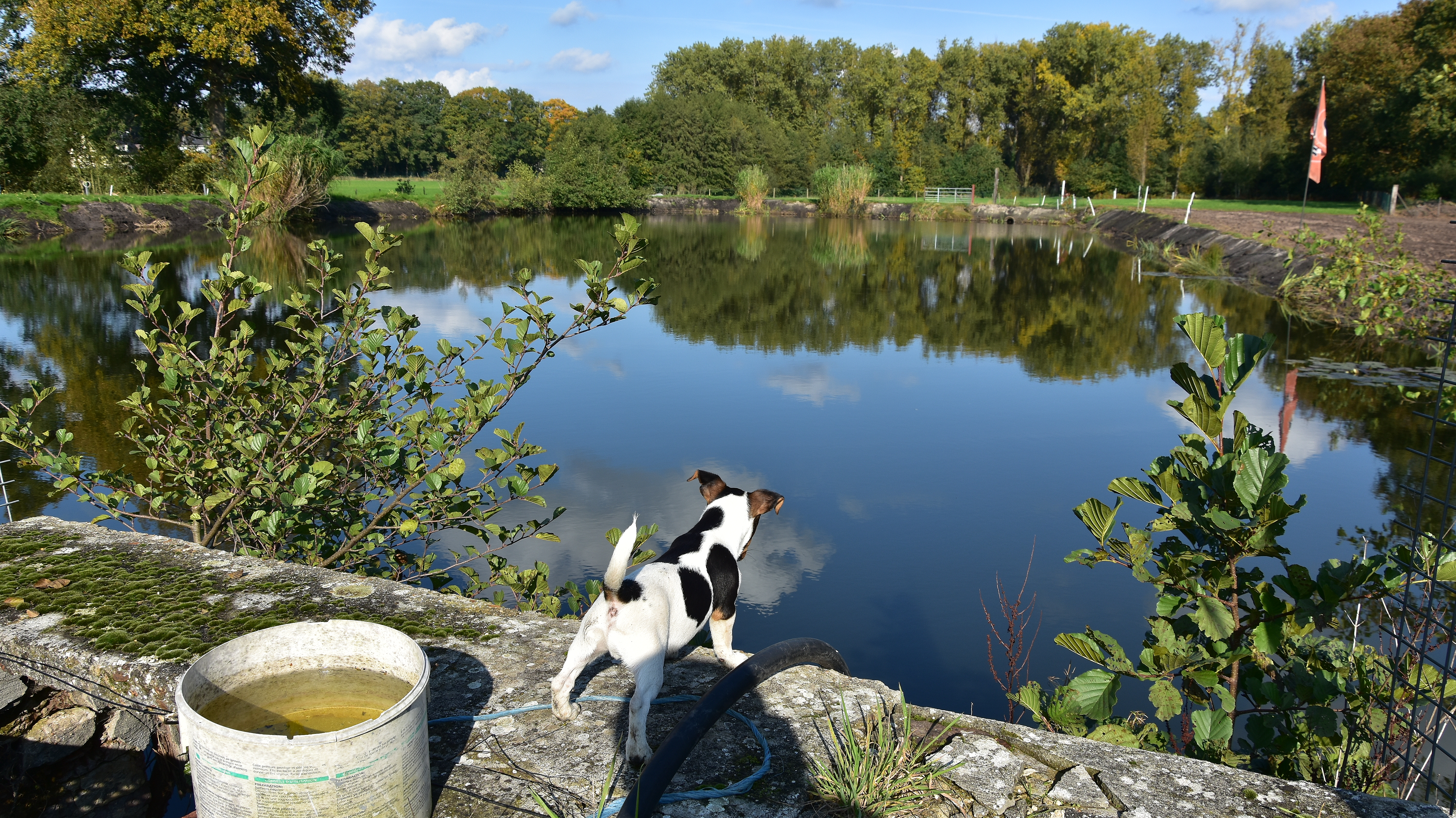
De wijer van de molen
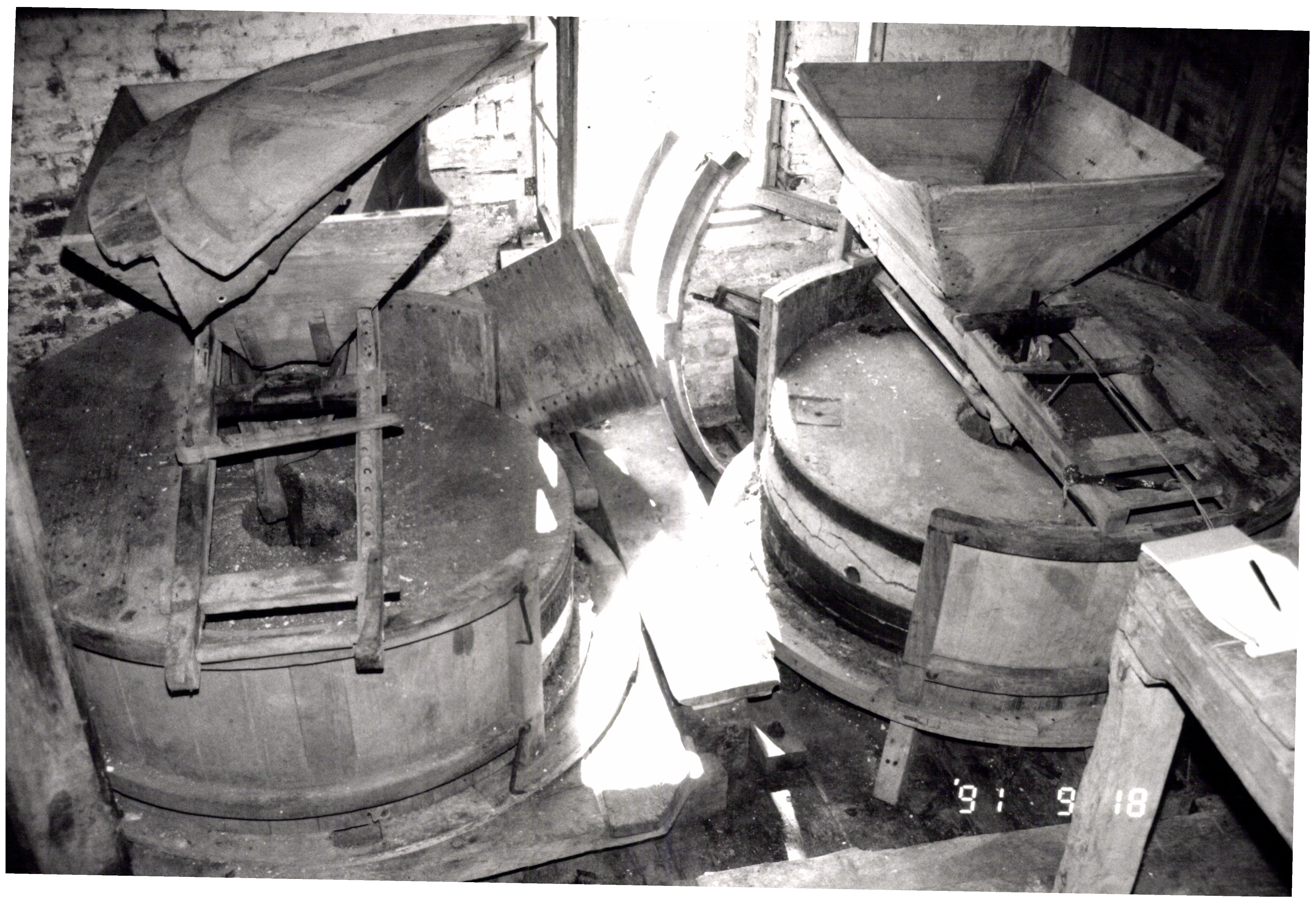
Het binnenwerk in 1991

- Inventaris van het Bouwkundig Erfgoed (Vlaanderen): 200350